# Hammam d'Amir Ahmad
Le hammam d'Amir Ahmad, ou maison de bains du sultan Amir Ahmad (Hamām-e Soltān Amīr Ahmad; حمام سلطان امیراحمد) est un musée situé en Iran à Kachan dans un ancien hammam, construit à l'époque des Safavides au XVIe siècle. Il a été en grande partie détruit pendant le tremblement de terre qui frappa la région en 1778. Il a été largement reconstruit sous la dynastie qadjare. 

## Description
Cette maison de bains couvre une surface de 1 000 m2  et comprend deux espaces distincts : le sarbīneh (salle de vestiaire) et le garmkhāneh (bains à vapeur). Le sarbīneh est une grande salle octogonale avec un howz octogonal en son centre. Huit colonnes le séparent de l'extérieur, quatre avec le garkmkâneh. Tout autour se trouvent des bains plus petits qui ouvrent vers le khazineh, le dernier bain.
L'intérieur du hammam est décoré de carreaux de céramique turquisés et dorés, ainsi que de stucs, de fresques et de miroirs.

## Illustrations

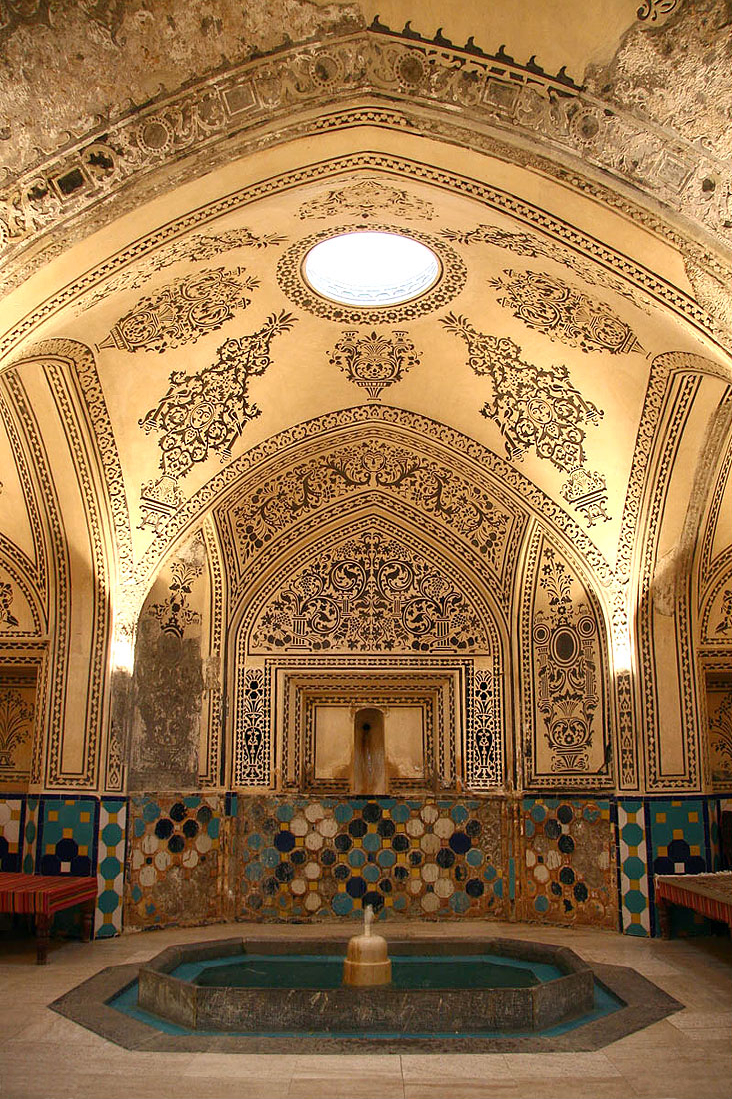
Décoration intérieure de stuc
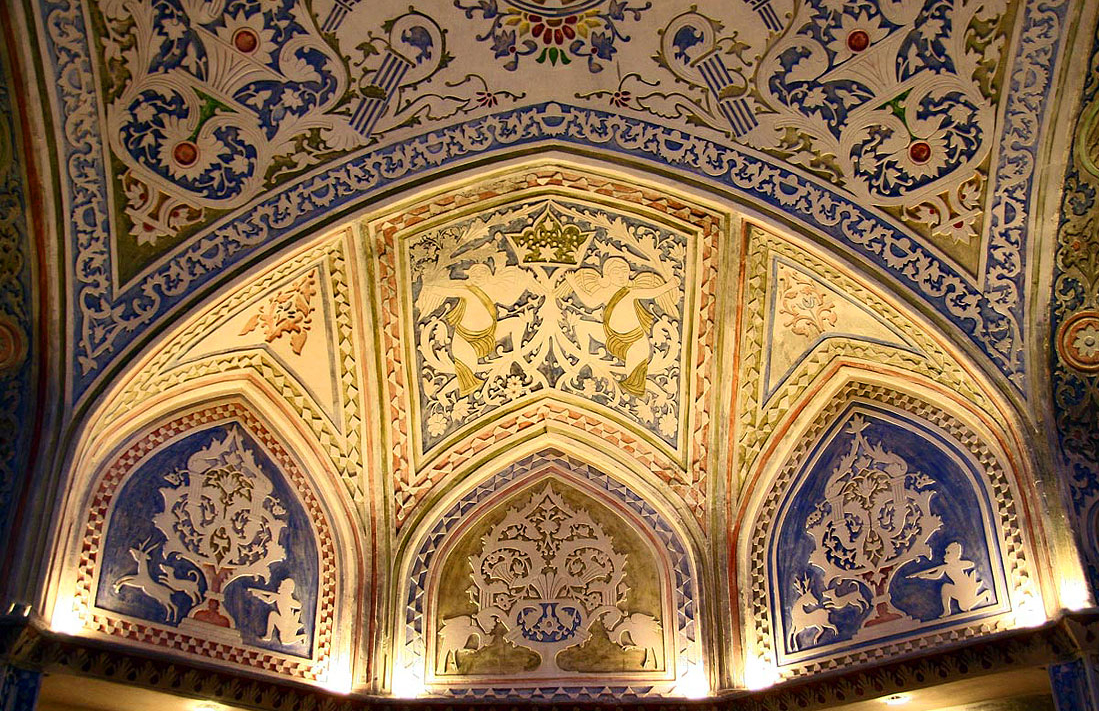
Intérieur
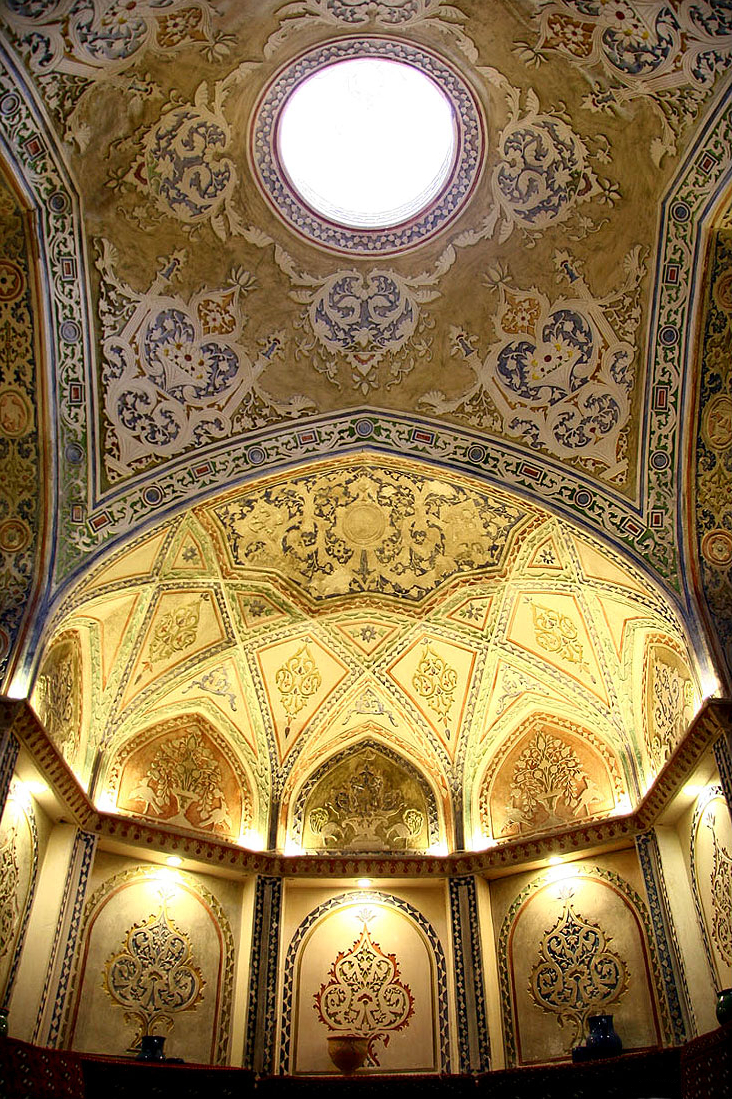
Intérieur
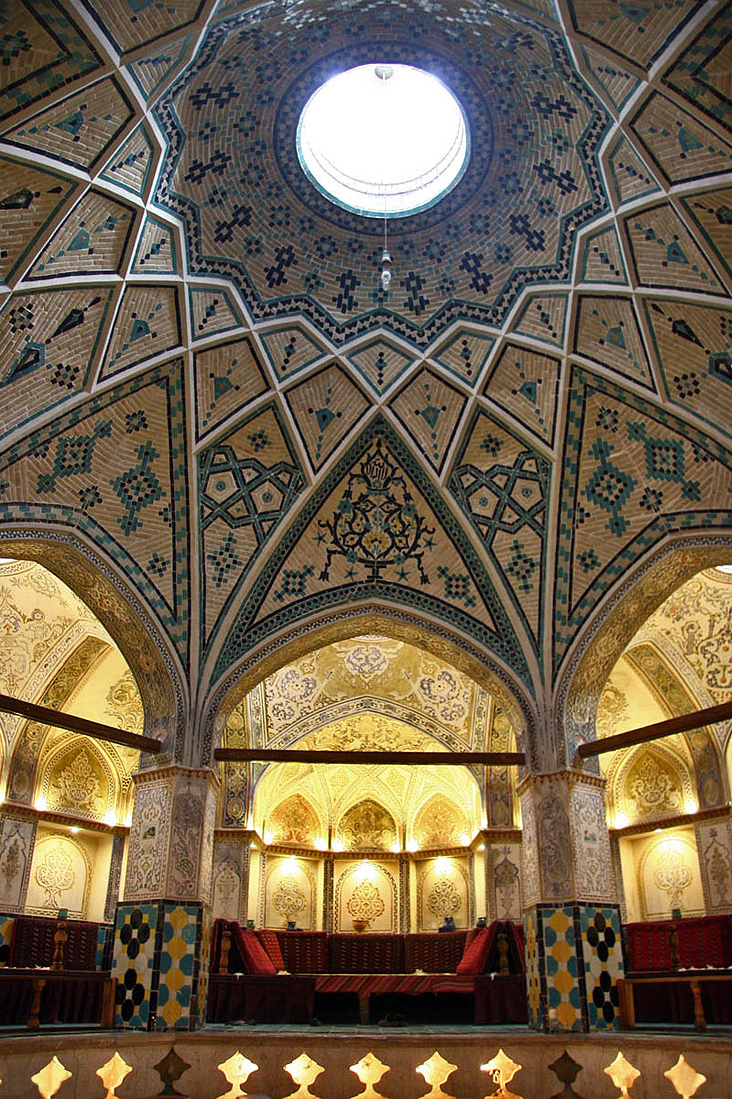
Décoration de miroirs et de céramique à l'intérieur du hammām
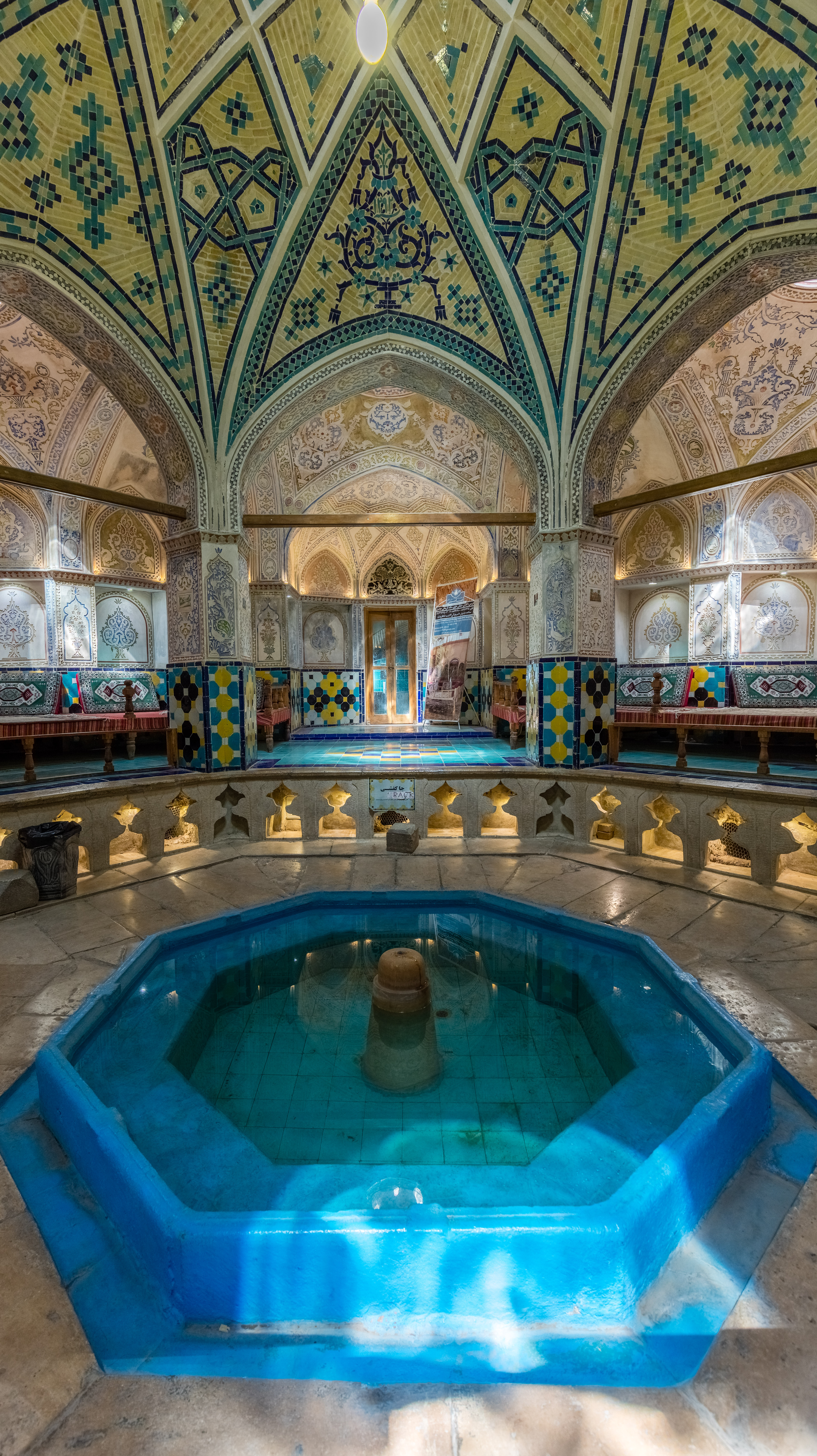
La Maison de thé du hammām et son bassin
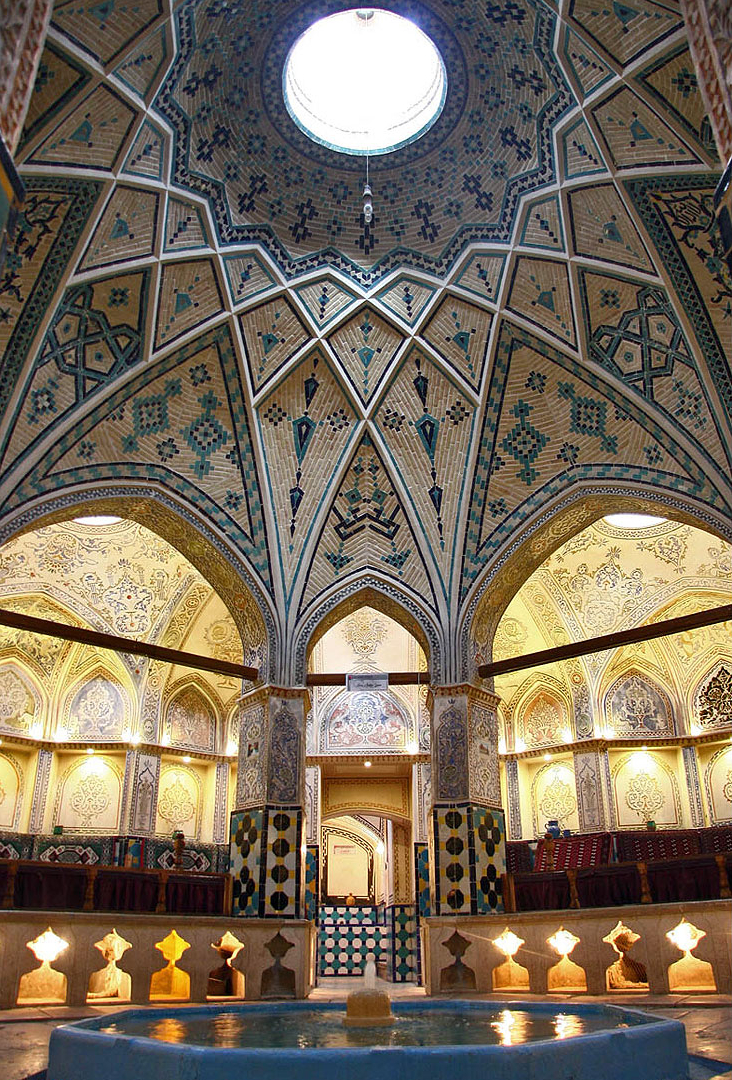
Décoration de miroirs et de céramique
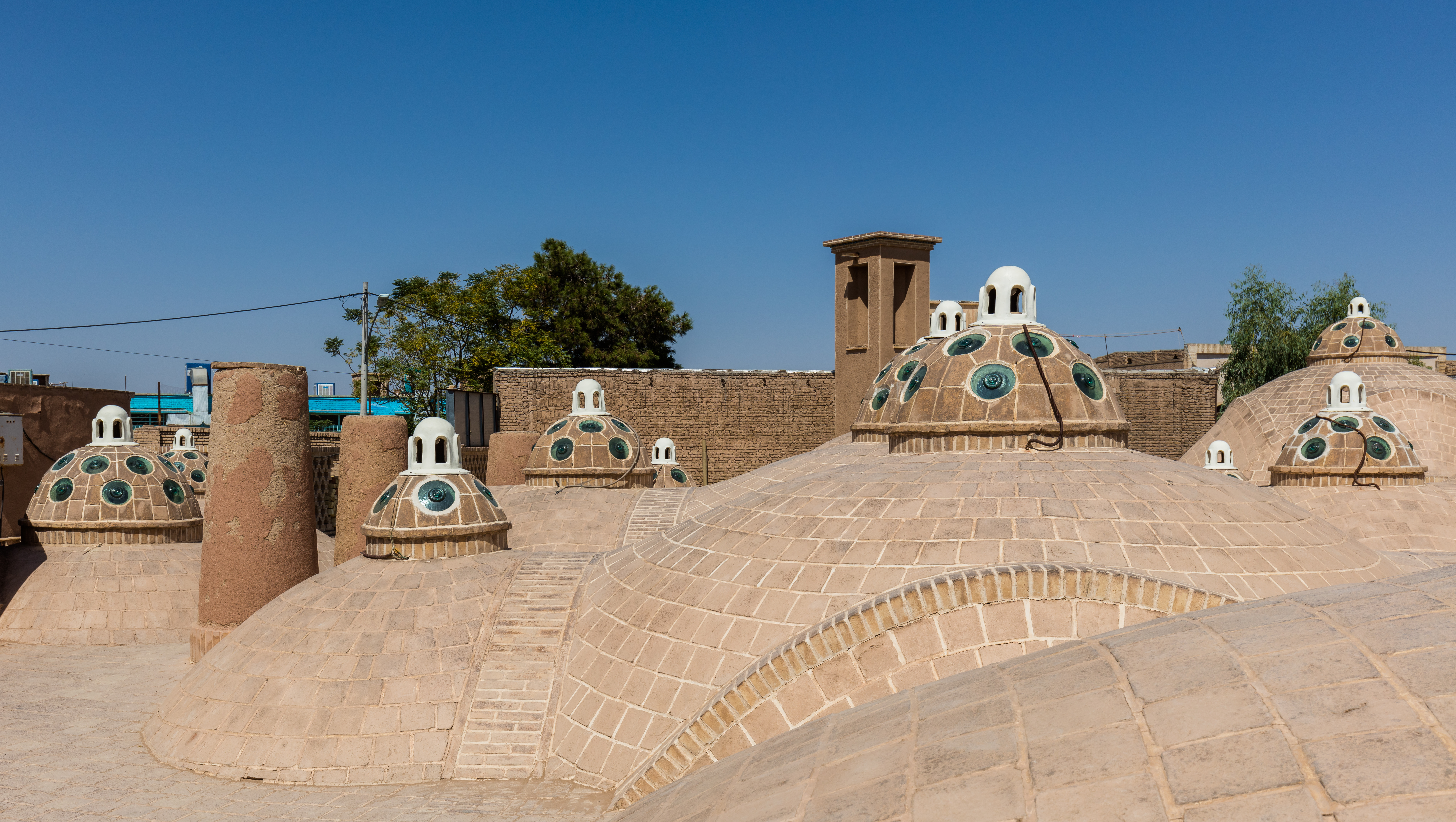
Coupoles
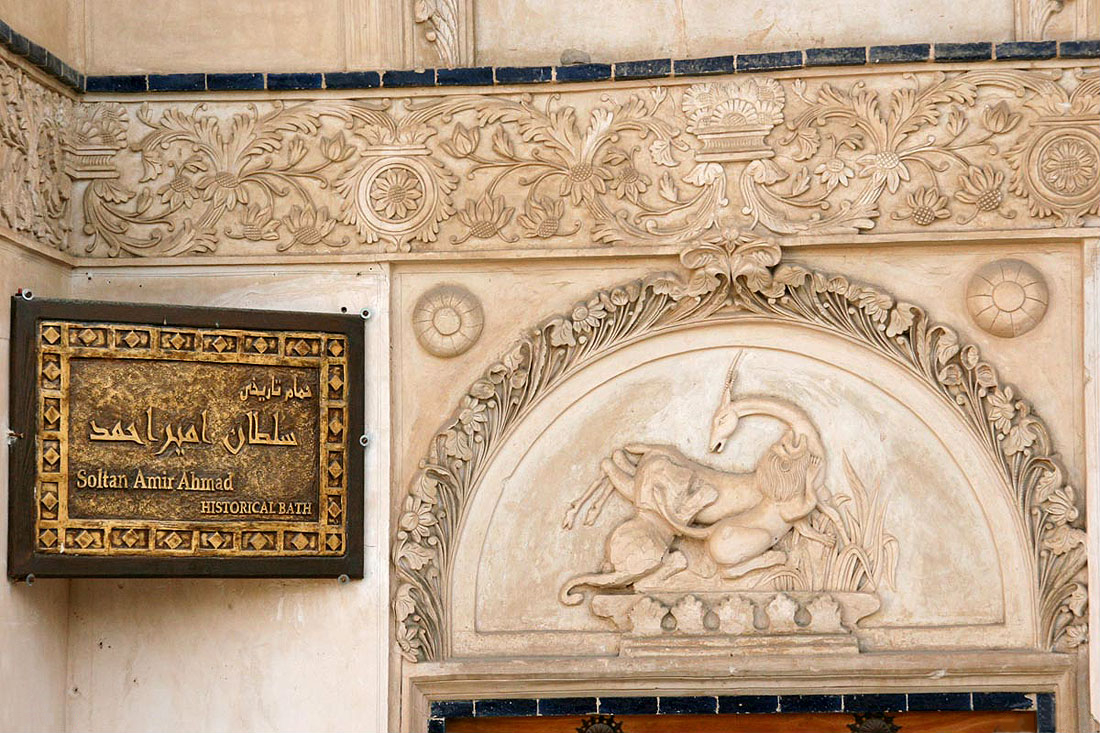
Bas-relief au-dessus de l'entrée
Dans le hammam. Aout 2020.